# 虹色サーカス団
『虹色サーカス団』（にじいろさーかすだん 英語訳：NIJI-IRO CIRCUS）は、日本のロックバンド、ザ・コレクターズ(THE COLLECTORS)のメジャー2作目のオリジナル・アルバム。

## 概要
メジャーデビュー作の「僕はコレクター」以来約7ヶ月ぶりに発表されたオリジナル・アルバム。ホルンやストリングス、シタールなどを使い、サイケデリックなサウンドを取り入れた作品である。
ジャケット写真の撮影を手掛けたのは、ヒックスヴィルの中森泰弘。
スピッツの草野マサムネは、パンク音楽を脱した影響の一つにこのアルバムを挙げている。「ザ・コレクターズと出会った頃の俺はパンクかぶれの小僧だったから、ホント衝撃的でした。一曲ごとに映画一本観たくらいの充実感を味わえる、凄いアルバムです。」と称賛している。
2004年にザ・コレクターズのアルバム11作品が紙ジャケット仕様でリマスタリングされ、再発売された中の1つである。この作品の再発盤にはボーナストラックが5曲収められている。収録時間は通常盤の42分に対し、再発盤は65分にもわたる。

## 収録曲
- 作詞：加藤ひさし
- 作曲：加藤ひさし(#14以外)、バリー・ギブ(#14)

1. カーニバルがやって来る
2. 虹色サーカス団
3. 10月のたそがれた海
4. 太陽はひとりぼっち
1stシングル
5. 魔法のランプ
6. 空想科学ロケット旅行
7. がんばれG.I.Joe!
8. 扉をたたいて
9. 青と黄色のピエロ
10. 作品22番
11. 2065

紙ジャケット再発盤ボーナス・トラック
1. カーニバルがやって来る (Re-Mix)
2. 太陽はひとりぼっち
3. SPICKS AND SPECKS
ビージーズの楽曲の日本語版カバー。
4. 魔法のランプ
5. 2065